# Ives Cordier
Ives Cordier (13 januari 1984) is een Belgisch voetballer. Hij speelt sinds het seizoen 2008/2009 voor Standaard Wetteren en speelt vanaf juli 2012 voor RRC Wetteren-Kwatrecht.
Cordier is een jeugdproduct van KHO Merchtem-Brussegem. In 2001 vervoegde hij de jeugdrangen van Eendracht Aalst. Hij maakte er zijn debuut in Eerste Klasse, en speelde er tot eind 2005. Tijdens de winterstop vertrok hij naar Dilbeek sport, waar hij tot het einde van het seizoen 2005/2006 vertoefde. Tot 2007 speelde hij vervolgens voor KVC Willebroek-Meerhof. In het daaropvolgende seizoen kwam Cordier uit voor SK Londerzeel.
Ives Cordier werd verkozen door de fans van Eendracht Aalst als speler van het jaar in het seizoen 2002/2003 (Derde Klasse)